# Капотня (район Москвы)

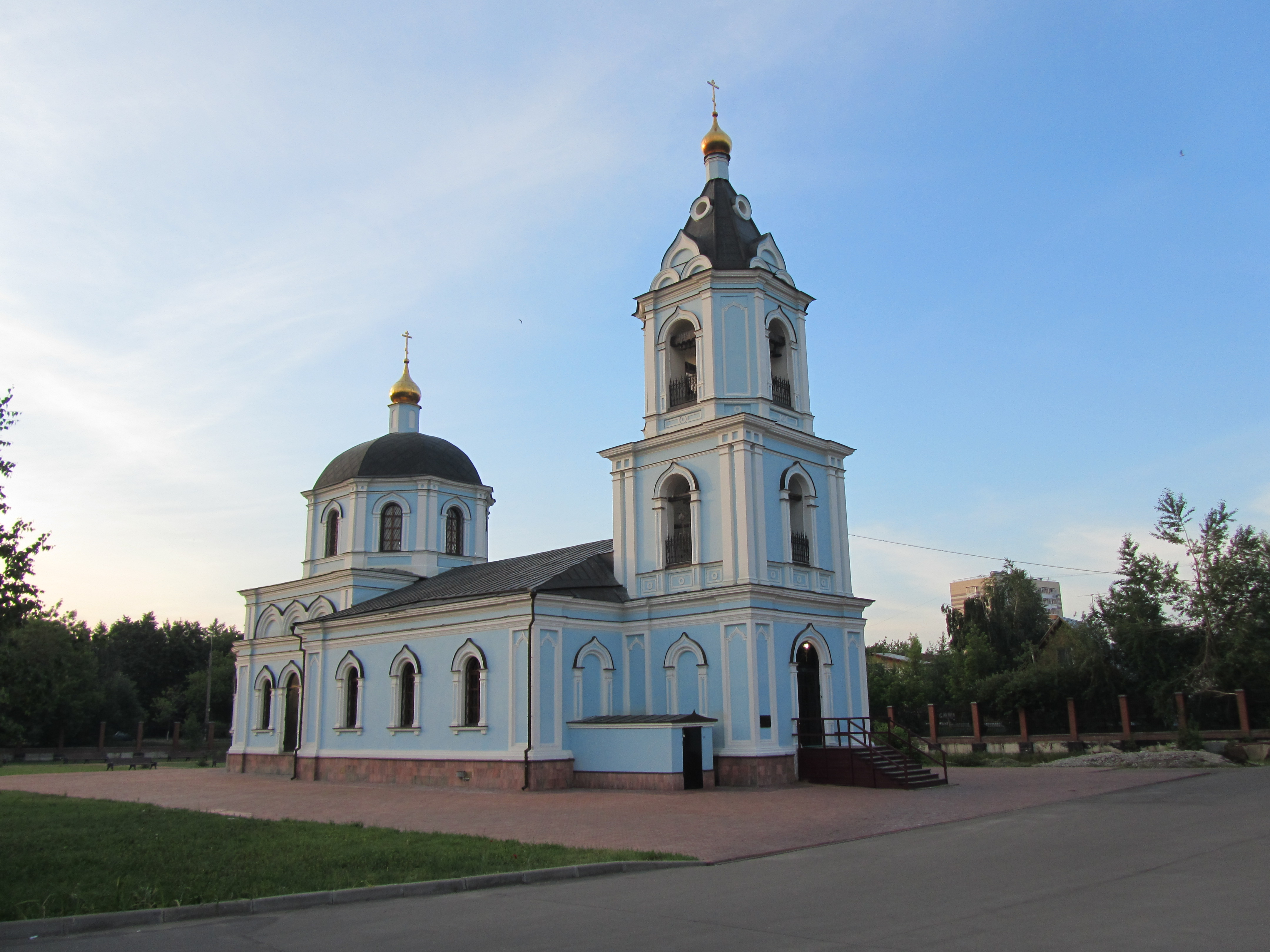
Храм Рождества Пресвятой Богородицы

Капо́тня — район, расположенный в Юго-Восточном административном округе и соответствующее ему одноимённое внутригородское муниципальное образование в городе Москве. В течение долгого времени считался самым экологически неблагоприятным районом Москвы из-за нахождения тут Московского нефтеперерабатывающего завода, который в 2011 году начал проведение масштабной экологической модернизации.

## Территория и границы
Площадь района по данным Мосгорстата — 806 га (по данным районной управы — 950,25 га). Население — 32 161 чел. (2024).
Район Капотня граничит с районами: Марьино и Люблино (ЮВАО) , Братеево (ЮАО), и с городами Московской области: Дзержинский и Котельники.

## Население
| 2002    | 2010    | 2012    | 2013    | 2014    | 2015    | 2016    |
| ------- | ------- | ------- | ------- | ------- | ------- | ------- |
| 27 828  | ↗31 168 | ↗31 423 | ↗31 718 | ↗31 809 | ↗31 941 | ↗32 287 |
| 2017    | 2018    | 2019    | 2020    | 2021    | 2023    | 2024    |
| ↗32 315 | ↗32 364 | ↗32 399 | ↗33 714 | ↘32 808 | ↘32 717 | ↘32 161 |

### Национальный состав
По итогам переписи населения 2020 года проживали следующие национальности (национальности менее 0,1 % и другое, см. в сноске к строке «Другие»):
| Национальность | Численность, чел. | Доля     |
| -------------- | ----------------- | -------- |
| Русские        | 26 306            | 80,18 %  |
| Армяне         | 207               | 0,63 %   |
| Татары         | 171               | 0,52 %   |
| Таджики        | 123               | 0,37 %   |
| Азербайджанцы  | 119               | 0,36 %   |
| Узбеки         | 93                | 0,28 %   |
| Украинцы       | 72                | 0,22 %   |
| Киргизы        | 50                | 0,15 %   |
| Казахи         | 38                | 0,12 %   |
| Другие         | 5629              | 17,17 %  |
| Итого          | 32 808            | 100,00 % |

## Герб и флаг
Герб и флаг района утверждены и внесены в Геральдический реестр города Москвы с присвоением регистрационного номера 18 марта 2004 года.
Герб района представляет собой золотой щит московской формы с голубыми полосами по краям, в центре которого изображена нефтяная капля, внутри которой расположена золотая яблоня с семью яблоками на ветках. Нефтяная капля напоминает о Московском нефтеперерабатывающем заводе, расположенном на территории района, а золотое поле — его успешность. Яблоня символизирует процветание района, а яблоки — плоды труда местных жителей. Полосы намекают на Москву-реку, по которой проходят юго-западные границы района.

## Происхождение названия
Район получил своё нынешнее название в честь одноимённого села, которое ранее располагалось на этой территории. Название села предположительно происходит от слова «коптить» — местные жители занимались, по видимости, рыболовством, а затем коптили улов.

## История
На территории современного района ранее располагались село Капотня и деревни Чагино и Рязанцево.

### Капотня
Первое упоминание села Капотня (ранее — села Копотеньское) встречается в духовной грамоте, датированной 1336 годом, по которой великий Московский князь Иван Данилович Калита завещал старшему сыну — будущему князю Симеону Гордому — село Копотеньское, насчитывающее в то время 150 крестьянских дворов (600—700 человек): «…Се далъ есмь с(ы)ну своему болшему Семену… село Копотеньское…»
В дальнейшем село часто упоминается в духовных грамотах Московских князей Симеона Гордого, Ивана Красного, Дмитрия Донского.
С первой половины XV века село принадлежало Николо-Угрешскому монастырю, который располагался поблизости.
В середине XVII века в Капотне была построена деревянная церковь, впоследствии заменённая в 1789 году каменным храмом, который был освящён в том же году на праздник Рождества и стал называться Храмом Рождества Пресвятой Богородицы.
В 20-х годах XVII века Московский уезд был разделён на три части, одна из которых — Замосковская — в свою очередь была разделена на две. В той, что находилась к востоку от Москвы, образовался Капотненский стан, прозванный так по названию села.
Позднее Капотня входила в Ухтомский уезд. В 1918 году село Капотня было преобразовано в посёлок. В рамках своей исторической планировки посёлок просуществовал до 1930-х годов, а после возведения вблизи него нефтеперерабатывающего завода в 1953 году посёлок был преобразован в рабочий посёлок. Указом Президиума Верховного Совета РСФСР № 437 от 18 августа 1960 года в связи со строительством кольцевой автодороги был внесён в городскую черту г. Москвы. Сейчас Капотня территориально относится к Юго-Восточному административному округу города Москвы.
В честь бывшего села получили название район Капотня, улица Капотня, промзона «Чагино-Капотня» и номерные Капотнинские проезды.

### Чагино
Известна с 1668 года как приписная деревня села Котельниково, в 1725 году — Коломенского. В 1904 году деревня была почти полностью разрушена смерчем, позже восстановлена. С 1960 — в черте Москвы. Ныне на территории деревни находится промзона «Чагино-Капотня». Помимо промзоны в честь деревни названа Чагинская улица, ведущая из Люблино к промзоне.

### Рязанцево

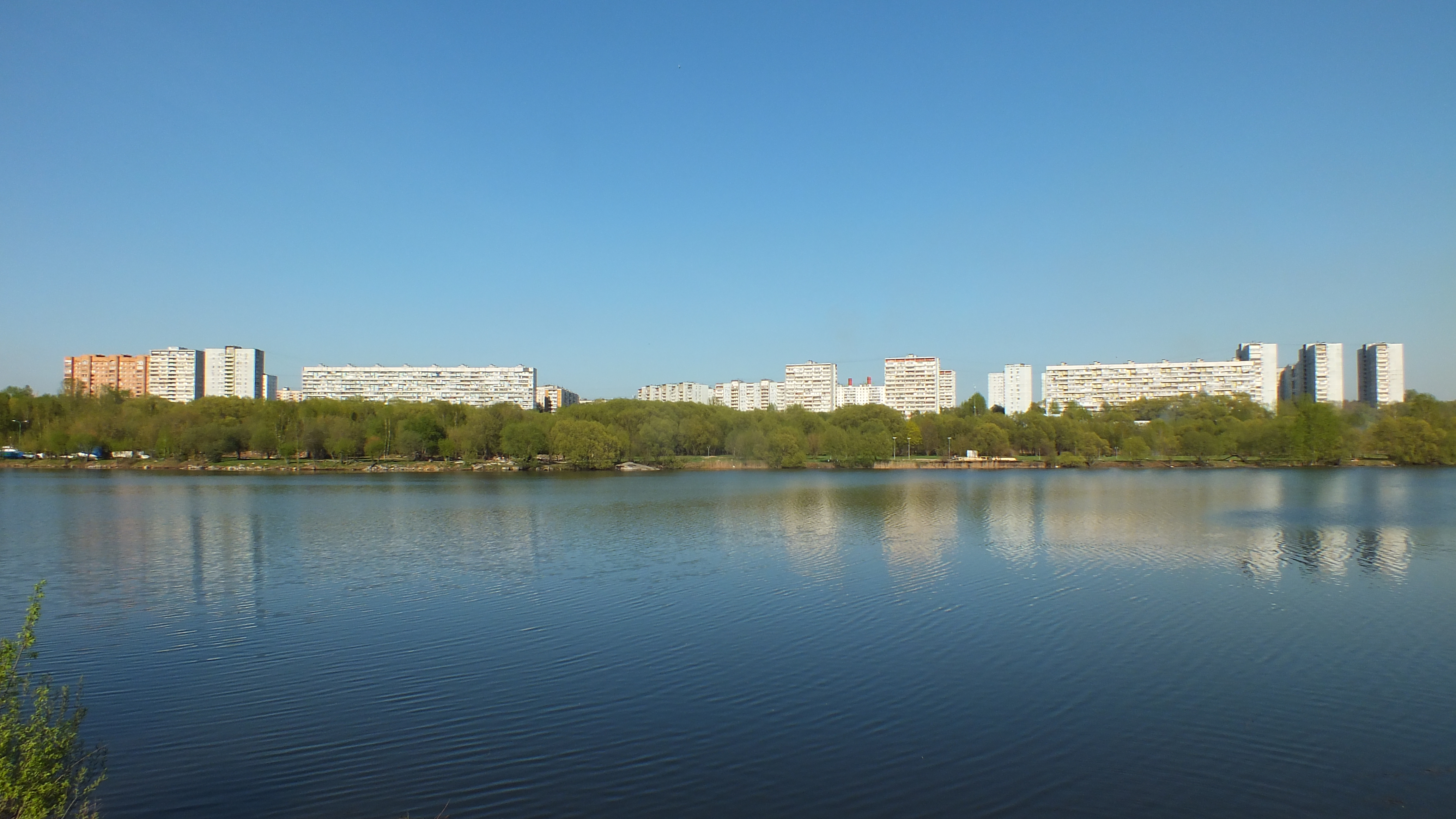
Вид на дома района Капотня

В XVIII веке — приписная деревня села Капотня. С 1960 года — в черте Москвы. Топоним не сохранился, ныне на месте Рязанцево стоит 5-й квартал Капотни, МКАД и улица Ивана Гераськина.

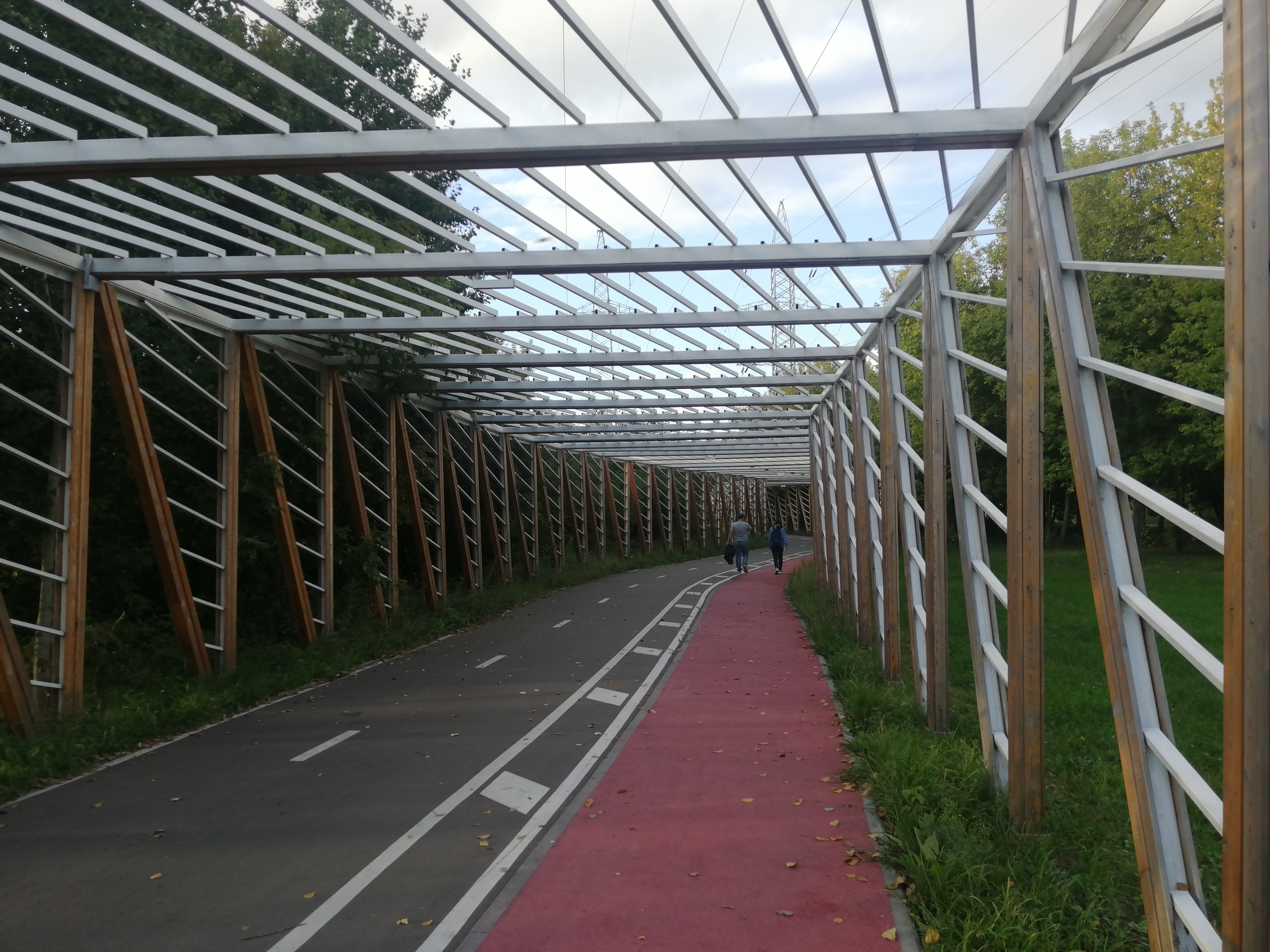
Велодорожка Марьино-Капотня

## Благоустройство района
В Капотне воплощается в жизнь первый проект комплексного благоустройства района. По программе «Мой район» в Капотне заменили асфальт, остановочные павильоны и уличные фонари, многочисленные провода и кабели были убраны под землю. Построены качественные спортивные и детские площадки. Вместо узких тротуаров появилось удобное пешеходное пространство. Кроме того, была обновлена набережная: в Капотне появились «парящие» экотропы, велодорожка «Капотня — Марьино» и различные арт-объекты.

## Храм Рождества Пресвятой Богородицы
В районе находится храм Рождества Пресвятой Богородицы, входящий в состав Влахернского благочиния Русской православной церкви по адресу: Первый Капотнинский проезд, дом 10. Храм построен в 1866—1870 годах на месте пострадавшего от урагана деревянного храма. Выполнен в русском стиле. Закрыт в 1938 году, возвращён верующим в 1991 году. Главный престол — Рождества Пресвятой Богородицы.

## Парки и скверы
Парк на набережной Москвы-реки в Капотне — территория на берегу реки Москва, включающая в себя также площадь государственного природного ландшафтного заказника. На севере примыкает к парку 850-летия Москвы в районе Марьино, на юге упирается в МКАД. До 2019 года земли по большей части представляли собой замусоренные пустыри и гаражные кооперативы. Проект создания парка лег в основу проекта благоустройства всего района Капотня в рамках программы создания комфортной городской среды «Мой район» и стал флагманским направлением программы в 2019 году. Проект парка создан архитектурным бюро Wowhaus. Площадь проведенных в районе работ составила 120 Га, парковой зоны — 50 Га. Строительные мероприятия продолжались с апреля по осень 2019 года. В парке создана набережная у воды (обустроена смотровыми площадками с шезлонгами), а также бульварная часть. Территория ландшафтного заказника сохранилась: по ней провели две приподнятые над уровнем земли экотропы (450 метров и 800 метров). В парке установили арт-объект «Маяк» — смонтированную из железных прутьев башню высотой около 15 метров. Из-за естественных перепадов высот парк был обустроен по террасному принципу, и стал многоуровневым. В парке действуют детские и спортивные площадки, пикниковые точки, сеть пешеходных тропинок и велодорожка.

Народный парк «Яблоневый сад» был создан жителями района в 2014 году на месте междворовой территории в 3-м районе Капотни. В парке есть детские и спортивные площадки, места для тихого отдыха. Площадь зеленой зоны составляет около 1,4 Га. Позже парк был благоустроен. Концепцию обновления разработала проектная организация «Эра Проект».  

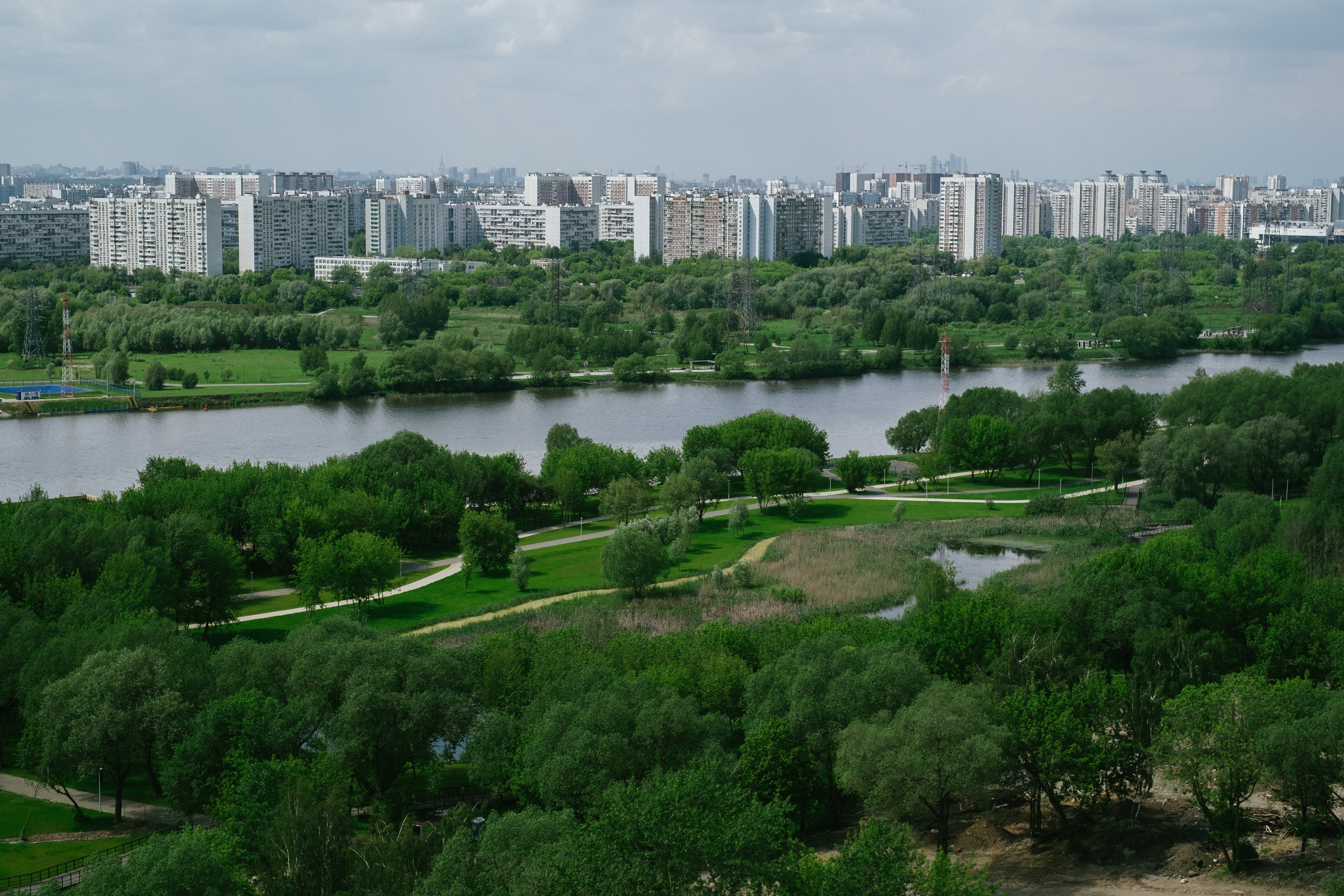
Вид на парк в Капотне и район Братеево

## Предприятия и организации
Сегодня в районе насчитывается более 100 предприятий, учреждений и организаций различных форм собственности, работают 2 банка, развивается частный сектор, находятся 2 учреждения ФСИН РФ. В северо-восточной части района на пересечении ул. Верхние поля и МКАД расположен рынок «Садовод».

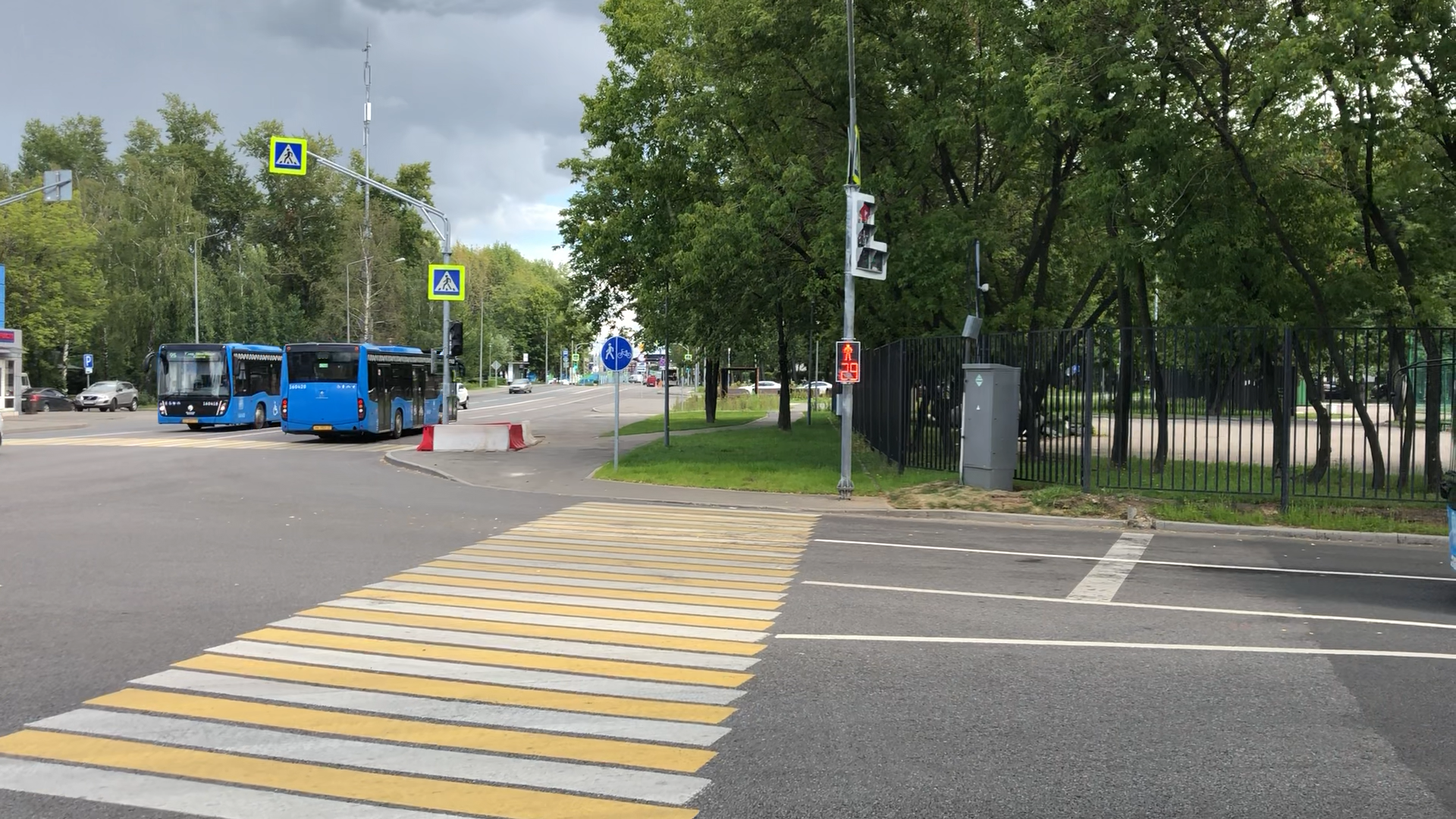
Улица в Капотне

Крупнейшие предприятия: АО «Газпромнефть — Московский НПЗ»; Асфальто-бетонный завод № 4 (не функционирует); ЗАО «Рэмос-н»; ОАО «Хроматограф»; ОАО «Завод специальных монтажных изделий»; Завод «Конэкс»; ООО «Люблинстрой-1», «Промфинстрой», «Айвазовский».
Здравоохранение района представлено поликлиническим отделением Капотня ГКБ имени Демихова.

## Московский нефтеперерабатывающий завод
На территории района расположен Московский нефтеперерабатывающий завод, который был запущен в эксплуатацию 4 апреля 1938 года. На предприятии работает более 4 тысяч человек.
Основным видом деятельности Московского НПЗ является переработка нефти и производство топлива. Завод обеспечивает более трети рынка топлива столичного региона. С 2013 года завод полностью перешёл на выпуск бензина и дизельного топлива высокого экологического класса Евро-5. Использование такого топлива позволяет пятикратно (по сравнению с Евро-4) снизить нагрузку на атмосферу от автомобильных выхлопов. Помимо этого, на заводе производится следующая продукция:
- авиационный керосин, судовое топливо;
- полимеры для производства окон ПВХ, труб, упаковки;
- сжиженный газ для коммунально-бытовой сферы, нефтехимии и дальнейшего производства пластиков, синтетических каучуков;
- битум для дорожных работ;
- гранулированная сера для производства удобрений.[41]

### Модернизация завода
В 2011 году компания «Газпром нефть» начала масштабную модернизацию Московского НПЗ. Для улучшения экологической обстановки был принят широкий спектр мер, которые уже позволили снизить общее воздействие на окружающую среду вдвое, а к 2021 г. воздействие будет снижено еще на 50%.
С 2015 года на территории МНПЗ работает автоматизированная система мониторинга воздуха. Установлен экоинформер, чтобы жители прилегающих к заводу районов могли наблюдать за экологической обстановкой.

## Различные учреждения и зоны отдыха
Для подростков и детей здесь работают 4 общеобразовательные школы, 5 детских садов, музыкальная школа имени Калинина и 2 библиотеки.  

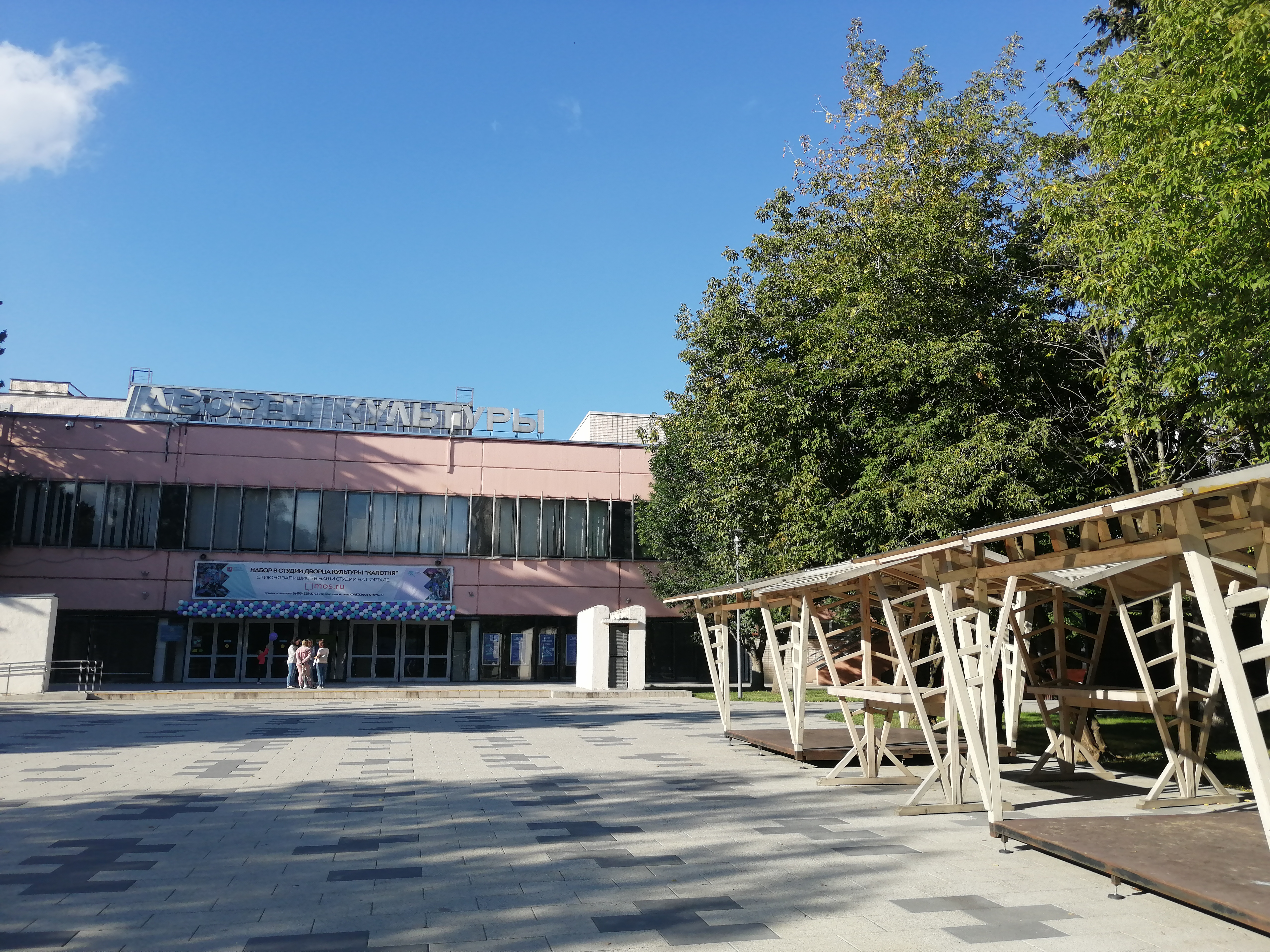
Дворец культуры Капотня

Также в районе расположены ГБУК Дворец культуры «Капотня» и стадион «Смена», на поле которого раньше занимались такие футболисты как Дмитрий Хлестов, Денис Бояринцев, Никита Баженов, Алексей и Василий Березуцкие.
На территории района находится гольф-клуб «ТАЙГЕР», открытый в 2008 году, аккредитованный Ассоциацией гольфа России и включенный в реестр гольф-клубов под номером RU77000009.

### ДК «Капотня»
ДК «Капотня» — один из крупных культурных центров на юго-востоке Москвы и главное учреждение культуры в районе Капотня. Там регулярно проходят выставки, спектакли, лекции, концерты, мастер-классы, фестивали и другие мероприятия.
Театрально-концертный зал Дворца культуры рассчитан на 688 зрителей. Кроме того, в учреждении есть спортивный зал, зал физической адаптации, три танцевальных зала. Для детей и взрослых организованы творческие кружки и спортивные секции разных направлений.

## Транспорт
Капотня — один из немногих районов Москвы, находящихся в пределах МКАД (наряду с такими районами, как Ярославский, Ивановское, Коптево и Южное Медведково), где до настоящего момента не построено ни одной станции метро. Ближайшая станция метро, к которой можно добраться из района на общественном транспорте —  «Братиславская». Вообще, географически ближайшая станция метро —  «Алма-Атинская», однако район Братеево, где расположена станция, от Капотни отделяет Москва-река, а прямое сообщение отсутствует.
В сентябре 2018 года стало известно, что в отдалённой перспективе в район планируется провести ветку метро, которая, по предварительным данным пройдёт от станции «Кленовый бульвар» через станцию «Братиславская». В настоящее время строительство подобной ветки метро запланировано не ранее 2030 года.
Есть только два выезда из района — к улице Верхние поля и к 16 км МКАД.

### Наземный общественный транспорт
В районе действуют 7 автобусных маршрутов, обслуживаемых филиалом «Южный» ГУП «Мосгортранс»:

| м72:  | Братиславская • Капотня                                              |
| м78:  | Орехово • Домодедовская • Красногвардейская • Юго-Восточная • Выхино |
| 54:   | Капотня • Люблино • Люблино • Печатники • Текстильщики               |
| 655:  | Капотня • Кузьминки                                                  |
| 655к: | Капотня • Белая Дача                                                 |
| с9:   | Капотня • Марьино • Марьинский рынок                                 |
| с795: | Капотня • Домодедовская                                              |

«→» — остановки проходятся только при движении в прямом направлении; «←» — остановки проходятся только при движении в обратном направлении.
2 областных (подмосковных) автобуса:
| 305 (областной автобус)  | Площадь Святителя Николая — «Люблино» (с остановками в районе Капотня в обоих направлениях: «МКАД», «Филиал больницы имени Демихова», «Стадион»)                              |
| 1063 (областной автобус) | «Алма-Атинская» (южный вестибюль) — Университет «Угреша» (с остановками в районе Капотня только в указанном направлении: «Стадион», «Филиал больницы имени Демихова», «МКАД») |